# كريم ذكري
كريم ذكري (من مواليد 10 مايو 1985) هو مدافع كرة قدم مصري يلعب في نادي الترسانة بالدوري الدرجة الثانية المصري.
لمع كريم ذكري مع نادي المصري قبل أن ينتقل إلى نادى الزمالك المصري في مايو 2007 مقابل مقابل 3,5 مليون جنيه.
ولكنه لم يشارك بشكل أساسي معي نادي «الزمالك» فانتقل إلى نادي نادي بتروجيت في 2009.
عاد ذكري لنادي المصري مجددا في يناير 2011.
وفي سبمتبمر 2015، انتقل ذكري لنادي الترسانة الذي ينافس في الدرجة الثانية المصري لمدة موسمين في صفقة انتقال حر.

## روابط خارجية
- كريم ذكري على موقع قاعدة بيانات كرة القدم.إي يو (الإنجليزية)
- كريم ذكري على موقع Soccerway.com (الإنجليزية)